# Diplodocus
Diplodocus (udtales di-plo-DO-kus) var en slankt bygget sauropod med en længde på 26 meter og en vægt på 15 ton. Diplodocus tilhører Diplodocidea, der indeholder nogle af de største dinosaurer som Supersaurus på næsten 50 ton.
De første fossiler af blev opdaget og udgravet af S. W. Williston i 1877. Arten blev navngivet i 1878 af Othniel Charles Marsh. Den latinske slægtsbetegnelse er en neologistisk sammentrækning af det oldgræske διπλόος (diploos) "dobbelt" og δοκός (dokos) "bue". Navnet er en reference til de dobbelte hæmalbuer, der sidder på undersiden af dyrets hale, for at beskytte blodkarrene. Den dobbelte hæmalbue blev ved navngivningen anset som unik for diplodocus, men er senere blevet fundet hos andre medlemmer af diplodocidae-familien og hos ikke-diplocoidea sauropoder såsom Mamenchisaurus.
Diplodocus levede i det nuværende vestlige Nordamerika i Sen Jura-epoken (også kaldet 'Malm'). Diplodocus er en af de mere almindeligt fundne dinosaurfossiler i Upper Morrison Formation (Colorado, US), en fossilrig klippeformation aflejret i perioden fra 155 til 148 millioner år siden (Diplodocus selv levede fra 154 til 150 mio. år siden). Morrison Formation-området var på den tid domineret af kæmpemæssige sauropoder bl.a. Brachiosaurus, Barosaurus og Apatosaurus.
Diplodocus er en af de bedst kendte dinosaurer, bl.a. på grund af dens letgenkendelige anatomi domineret af den abnormt lange hals og hale, der giver dyret en ikonisk fremtoning. I mange år var Diplodocus den længste dinosaurus endnu fundet. Dyrets gigantiske størrelse har formentlig fungeret som et naturligt forsvar mod rovdyr som Allosaurus og Ceratosaurus, hvis fossiler kan findes i samme område, hvilket indikerer at dyrene har levet samtidigt med Diplodocus.

## Beskrivelse
Diplodocus var en meget stor, planteædende dinosaur og en af de bedst kendte sauropoder. Diplodocus havde et karakteristisk udseende med en meget lang hals og hale. Dyret var formentlig omkring 27 meter lang med en hals på 8 meter og en hale på hele 14 meter. Dyrets aparte udseende er ofte blevet sammenlignet med en hængebro.
Dyret gik på fire kraftige lemmer, hvoraf forbenene var en anelse kortere end bagbenene, hvilket gav dyret dets stort set horisontale kropsholdning. Diplodocus havde en langsom gangart, og bedømt ud fra fossiliserede fodspor og dyrets størrelse og vægt beregnede palæontologen R. A. Thulborn sig frem til en ganghastighed for sauropoder til omkring 5 km/t (beregning blev foretaget vha. zoologen R. M. Alexanders ligning for dyrs ganghastighed, 1976).
Forskellige beregninger har anslået vægten af Diplodocus til mellem 11 og 17,6 tons.
Diplodocus’ kranium var meget lille i forhold til dyrets størrelse. Dyrets relative hjernestørrelse (målt i forhold til vægt) var en af de mindste blandt dinosaurerne. Diplodocus’ encefaliseringskoefficient (EQ), forholdet mellem hjernens og kroppens vægt, er estimeret til sølle 0,2 EQ, hvilke ligger under både Stegosaurus’ (0,6 EQ) og Velociraptors (5,8 EQ) (til sammenligning ligger et menneske på omkring 7,5 EQ ). [OBS. Encefaliseringskoefficient må ikke forveksles med følelsesmæssig intelligens, der også forkortes EQ -Emotional Quotient]
På grund af dyrets lille hjernemasse blev der fremsagt en teori om, at Diplodocus, ligesom Stegosaurus, havde en ekstra hjerne placeret i et hulrum i dyrets hofte, men det menes nu, at området kun var en udvidelse af rygmarven og ikke en sekundær hjerne.
Diplodocus havde små, fremadrettede tænder. Dyret havde kun tænder forrest i kæben. Halsen bestod af mindst 15 halshvirvler og menes at være holdt parallelt med landjorden. Modsat tidligere rekonstruktioner anses det nu for usandsynligt, at dyret har været i stand til at hæve hovedet meget højere end horisontalt.
Diplodocus havde en ekstrem lang hale, der bestod af omkring 80 halehvirvler. Dette er næsten dobbelt så meget som tidligere arter af sauropoder (til sammenligning havde Shunosaurus 43). Halens længde har antagelig fungeret som en afbalancering af dyrets lange hals, derudover er der fremsat spekulationer om, hvorvidt halen også har haft en forsvarsmæssig eller lydskabende (ved at svirpe halen som en pisk) funktion. Den midterste del af halen havde ”dobbeltgrenede” hæmalbuer. Denne unormale forstærkning af dyrets hæmalbuer har formentlig været nødvendig for at give halehvirvlerne yderligere støtte eller for at forhindre, at blodkarrene kunne blive knust under halens vægt, hvis denne blev presset imod jorden. Denne specielle dobbelte hæmalbue er blevet fundet hos lignende dinosaurer.

## Opdagelse og arter
Flere forskellige arter af Diplodocus blev beskrevet mellem 1878 og 1924. Det første fossil blev fundet ved Cañon City, Colorado af Benjamin Mudge og Samuel Wendell Williston i 1877. Året senere – i 1878 – blev eksemplaret navngivet Diplodocus longus (’long double-beam’) af palæontologen Othniel Charles March. Flere Diplodocus-fossiler er siden blevet fundet i Morrison Formationen i staterne: Colorado, Utah, Montana og Wyoming. Fund af Diplodocus-fossiler er relativt almindeligt bortset fra dyrets kranium, som ofte mangler fra ellers komplette skeletter. Selvom D. carnegii ikke er typearten for Diplodocus, er denne den mest beskrevne og bedst kendte på grund af det store antal af afstøbninger af skelettet, der findes i museer over hele kloden.
De to sauropodslægter Diplodocus og Barosaurus, der begge er fundet ved Morrison Formation, har begge meget lignende benknogler. Før i tiden blev mange enkeltstående fund af benknogler automatisk klassificeret som Diplodocus, men disse kan faktisk også havde stammet fra Barosaurus.

### Kendte arter
- D. longus, [typeart], kendt fra to kranier og en serie haleknogler. Fundet i Morrison Formation i Colorado og Utah.
- D. carnegii (el. D. garngiei), opkaldt efter Andrew Carnegie, den bedst beskrevne Diplodocus, pga. mange næsten komplette skeletter indsamlet af Jacob Wortman fra Carnegie Museum of Natural History i Pittsburgh, Pennsylvania. Beskrevet og navngivet af John Bell Hatcher i 1901
- D. hayi, kendt fra et ukomplet skelet fundet af William H. Utterback i 1902 nær Sheridan, Wyoming. Beskrevet i 1924.[14]
- D. hallorum, først beskrevet og navngivet i 1991 af David Gillette som Seismosaurus halli ud fra et ukomplet skelet, der omfattede rygsøjle, bækkenet og ribben. I sin rapport beregnede Gillette S. hallis længde til op til 52 meter, hvilket var rekordlangt. Senere undersøgelser har dog vist at David Gillette lavede en fejl i sin rekonstruktion af halen. Midterste halehvirvler skulle i virkeligheden havde været placeret langt længere fremme på dyret, hvilke forkortede dyret samlede længe til omkring 33 meter.[15] George Olshevsky forsøgte senere at få gennemført en rettelse af navnet til S. hallorum, pga. forkert grammatik brugt af Gillette.[15] I 2004 blev der fremsagt en teori om, at Seismosaurus bare var et juniorsynonym for Diplodocus. Dette blev opfulgt af en detaljeret publikation i 2006, der ikke bare omdøbte arten til Diplodocus hallorum, men også foreslog at fossilet D. hallorum kunne vise sig at være et eksemplar af D. longus.

### Nomina dubia (tvivlsomme arter)
- D. lacustris, nomen dubium, navngivet af Othniel Charles Marsh i 1884, ud fra fossile fund af en mindre Diplodocus. Det menes nu, at dette fund er et ikke fuldvoksent individ frem for en særskilt art.

## Levevis
På grund af den store mængde af fossiler er Diplodocus en af de bedst studerede dinosaurer. Hen over årene er mange aspekter af dens levevis blevet belyst gennem forskellige teorier.

### Naturlige miljø
Othniel Marsh og senere John Hatcher antog at dyret levede i vandet, på grund af næseborenes placeret på toppen af kraniet. En lignende akvarisk levevis blev også tildelt de andre store sauropoder så som Brachiosaurus og Apatosaurus. Men, et studie fra 1951 af Kenneth A. Kermack angav at sauropoderne formentlig ikke kunne have været i stand til at trække vejret gennem deres næsebor, mens resten af kroppen var nedsænket i vand, da vandtrykket mod brystkassen ville være for stort. Siden 1970’erne har der været generel enighed om, at sauropoderne var solidt plantet på jorden og græssede af træer, bregner og buske.

### Kropsholdning
Beskrivelsen af Diplodocus’ kropsholdning har ændret sig betydeligt over årene. For eksempel en rekonstruktion fra 1910 af Oliver P. Hay skildrer to Diplodocus med spredte firben-lignende ben stående ved en flodbred. Hay mente at Diplodocus havde en kravlende, firben-lignende gangart med spredte lemmer, og Hay blev støttet af Gustav Tornier. Denne hypotese blev udfordret af W. J. Holland, som demonstrerede at en kravlende Diplodocus, på grund af dens store bug, ville havde slæbt en grøft efter sig. Senere fund af sauropodfodspor i 1930’erne modbeviste til sidst Hays teori.
I tidlige rekonstruktioner blev Diplodocus ofte afbildet med dets hoved og hals højt løftet, hvilket ville havde gjort dem i stand til at græsse fra de høje trækroner. Men studier med brug af computermodeller har vist at halsens normalposition må have være horisontal i stedet for vertikal, og videnskabsfolk – herunder Kent Stephens – har brugt disse studier som argument for at sauropoder – inklusiv Diplodocus – ikke rejste deres hoveder højere end skulderniveau eller lidt her over.

## Udstillet i Danmark
På Zoologisk Museum i København er der udstillet en Diplodocus longus, der blev fundet i Wyoming i USA i 2009.